# Хекимоглу
Ибрахим Хекимоглу (тур. Hekimoğlu İbrahim, XIX век, Фатса, Орду — 26 апреля 1913, Фатса, Орду, более известен под своим прозвищем Хекимоглу (рус. Сын врача)) — легендарный турецкий благородный разбойник и народный герой.

## Ранние годы жизни
По данным турецких историков Митхата Сертоглу и Айхана Юкселя, Хекимоглу родился в селении Яссыташ близ Фатсы в крестьянской семье. Приблизительно в начале 1900-х годов начал работать на местного землевладельца Сефера Агу, который принадлежал к жившим обособленно от остальных чвенебури (грузинам-мусульманам). Хекимоглу и дочь Сефера Аги по имени Фадиме влюбились друг в друга и начали тайно встречаться. Однажды их заметил чвенебури по имени Юсуф. По обычаям, распространённых среди чвенебури в те времена, незамужним девушкам было запрещено общаться с мужчинами, не являющимися их близкими родственниками.
Сочтя, что Хекимоглу завязав отношения с Фадиме, попрал честь чвенебури, они попытались убить его, но Хекимоглу, убив одного чвенебури, удалось ускользнуть. Сочтя, что законными способами ему ничего добиться, Хекимоглу решил бежать в горы.

## Легенда о благородном разбойнике
Хекимоглу возглавил банду разбойников, которая под его руководством грабила богатых и раздавала деньги нуждающимся. Благодаря этому Хекимоглу получил славу народного героя и стал известен как «Герой из героев» (тур. kahramanlar kahramanı).
Действия банды Хекимоглу привели к усилению межэтнической розни между чвенебури и турками не только в окрестностях Фатсы, но и во всём санджаке Жаник. 15 декабря 1908 года местные власти отправили из Фатсы в Стамбул телеграмму с просьбой о помощи в поимке Хекимоглу, но попытки его захвата были безуспешны, поскольку местные турки всегда помогали ему. Более того, это привело лишь к увеличению числа атак банды Хекимоглу на чвенебури.
Хекимоглу направил властям прошение о помиловании, но оно было отвергнуто. 26 апреля 1913 года Хекимоглу и его соратник Алан Осман были убиты в результате длившейся 8 часов перестрелки. Их смерть запечатлел американский журналист.

## Посмертная слава
Хекимоглу известен в Турции как благородный разбойник, боровшийся против несправедливости. В его честь были названы ряд объектов. Существует народная песня «Hekimoğlu Türküsü», которая остаётся популярной в Турции и по сей день.